# Sondernheimer Tongruben
Sondernheimer Tongruben este o arie protejată (arie de protecție specială avifaunistică — SPA) din Germania întinsă pe o suprafață de 43 ha, integral pe uscat.

## Localizare
Centrul sitului Sondernheimer Tongruben este situat la coordonatele 49°11′37″N 8°22′40″E / 49.1936°N 8.3778°E.

## Înființare
Situl Sondernheimer Tongruben a fost declarat arie de protecție specială avifaunistică în ianuarie 2004 pentru a proteja 17 specii de animale.

## Biodiversitate
Situată în ecoregiunea continentală, aria protejată nu include niciun habitat protejat.
La baza desemnării sitului se află mai multe specii protejate de  păsări (17): lăcar mare (Acrocephalus arundinaceus), lăcar-de-rogoz (Acrocephalus schoenobaenus), pescăruș albastru (Alcedo atthis), rață cârâitoare (Anas querquedula), Ardea purpurea purpurea, erete de stuf (Circus aeruginosus), ciocănitoarea de stejar (Dendrocopos medius), frunzăriță galbenă (Hippolais icterina), Ixobrychus minutus minutus, grelușel-de-zăvoi (Locustella luscinioides), Luscinia svecica cyanecula, codobatura galbenă (Motacilla flava), ciocănitoare verzuie (Picus canus), cresteț pestriț (Porzana porzana), Rallus aquaticus aquaticus, pițigoi-pungar (Remiz pendulinus), Tachybaptus ruficollis ruficollis.